# Зехаузен (Алтмарк)
Зехаузен (њем. Seehausen) град је у њемачкој савезној држави Саксонија-Анхалт. Једно је од 26 општинских средишта округа Штендал. Према процјени из 2010. у граду је живјело 5.055 становника. Посједује регионалну шифру (AGS) 15090520.

## Географски и демографски подаци
Зехаузен се налази у савезној држави Саксонија-Анхалт у округу Штендал. Град се налази на надморској висини од 19 метара. Површина општине износи 85,5 km². У самом граду је, према процјени из 2010. године, живјело 5.055 становника. Просјечна густина становништва износи 59 становника/km².